# 박재우 (1995년)
박재우(朴宰佑, 1995년 10월 11일 ~ )는 대한민국의 축구 선수이며 포지션은 풀백이다. 현재 진주시민축구단에서 활약하고 있다.

## 클럽 경력
2015년 대전 시티즌에 입단하며 프로 무대에 입문하였고, 데뷔 첫해에 리그 10경기에 출장하였다. 2016시즌에는 리그 3경기 출장에 그쳤지만, 2017시즌에는 주전으로 활약하며 21경기에 출장하였다.
2019시즌을 앞두고 충남 아산 축구단에 입단했다.
2022시즌을 앞두고 진주시민축구단에 입단했다.

## 국가대표팀 경력
2014년 8월 대한민국 U-20 축구 국가대표팀에 선발되어 시즈오카전에 출장하며 데뷔전을 치렀으며, 2014년 AFC U-19 챔피언십에 국가대표로 승선하였다.
2017년 7월 팀 동료 황인범과 함께 2018년 AFC U-23 챔피언십 예선에 출전할 대표팀에 승선하였으며, 마카오와의 1차전 경기에서 팀 동료 황인범과 나란히 한골씩 기록하였으며, 2018년 1월 5일 팀 동료 고명석과 AFC U-23 챔피언십 최종명단에 승선하였다.

## 가족
쌍둥이 동생인 박성우 역시 축구 선수로 활동 중이다. 박재우는 박성우보다 15분 정도 일찍 태어났다.